# Hohnsberg
Der Hohnsberg ist ein 241,9 Meter hoher Berg im Gebiet der Stadt Bad Iburg in Niedersachsen. Er ist seit dem 19. Jahrhundert Gegenstand geologischer Forschungen.

## Lage
Der Hohnsberg ist Teil des Teutoburger Walds. Er liegt nordöstlich des Zentrums der Stadt Bad Iburg im Staatsforst Palsterkamp. Südwestlich liegt der 269 Meter hohe Große Freeden, der nach der Fauna-Flora-Habitat-Richtlinie unter Schutz steht, nordwestlich der 194,3 Meter hohe Limberg. Die Absturzstelle des Zeppelins LZ 7 mit einem Gedenkstein, der an das Unglück im Juni 1910 erinnert, befindet sich nördlich des Hohnsberg-Gipfels. Südlich liegt der 225,5 Meter hohe Sentruper Berg. Östlich des Gipfels entspringt die Düte. Der Höhenweg Hermannsweg, ein 156 Kilometer langer Wanderweg über den Kamm des Teutoburger Walds, führt südlich am Hohnsberg entlang. Er ist Abschnitt eines Wanderwegs um den Gipfel.

## Geologie und Forschung am Hohnsberg
Am bewaldeten Hohnsberg, der nicht besiedelt ist, befinden sich mehrere ehemalige Sandsteinbrüche. Der Berg besteht aus Osning-Sandstein der Unterkreide. Er ist etwa 125 Millionen Jahre alt. Der Sandstein wurde seit dem 18. Jahrhundert abgebaut und zum Bau von Häusern benutzt.
Seit der zweiten Hälfte des 19. Jahrhunderts wird am Hohnsberg geologisch geforscht, erstmals durch den in Blomberg geborenen Geologen und Paläontologen Otto Weerth (1849–1930).
Weerth entdeckte am Hohnsberg das Fossil einer großwüchsigen Muschel, dem er die Bezeichnung Pinna iburgensis Weerth gab. Es befindet sich im Lippischen Landesmuseum in Detmold (Nordrhein-Westfalen). Über seinen Fund berichtete Weerth im Aufsatz Die Fauna des Neocom-Sandsteins im Teutoburger Wald, der 1884 in Band 2 der Paläontologischen Abhandlungen veröffentlicht wurde.
Zu seinen Funden gehört auch die Versteinerung des Palmfarn-Wedels Zamites iburgensis Hosius u. v. d. Marck. Der Nacktsamer wurde 1880 August Hosius (1825–1896) und Johann Wilhelm Carl Theodor Matthias von der Marck (1815–1900) beschrieben.
Funde von Otto Kanzler (1851–1924), dessen Forschungen am Hohnsberg für 1897 und 1898 belegt sind, finden sich im Museum von Bad Rothenfelde, dem Dr.-Alfred-Bauer-Heimatmuseum.
Weitere Forscher am Hohnsberg waren Adolf von Koenen sowie Karl Erich Andrée, dessen Doktorvater von Koenen war. In seiner Dissertation „Der Teutoburger Wald bei Iburg“ von 1904 führte Andrée Fossilien vom Hohnsberg auf, die sich zum Teil in der Sammlung der Georg-August-Universität Göttingen befinden. Am Hohnsberg forschte außerdem nach Ende des Zweiten Weltkriegs Gerhard Keller (1903–1981).

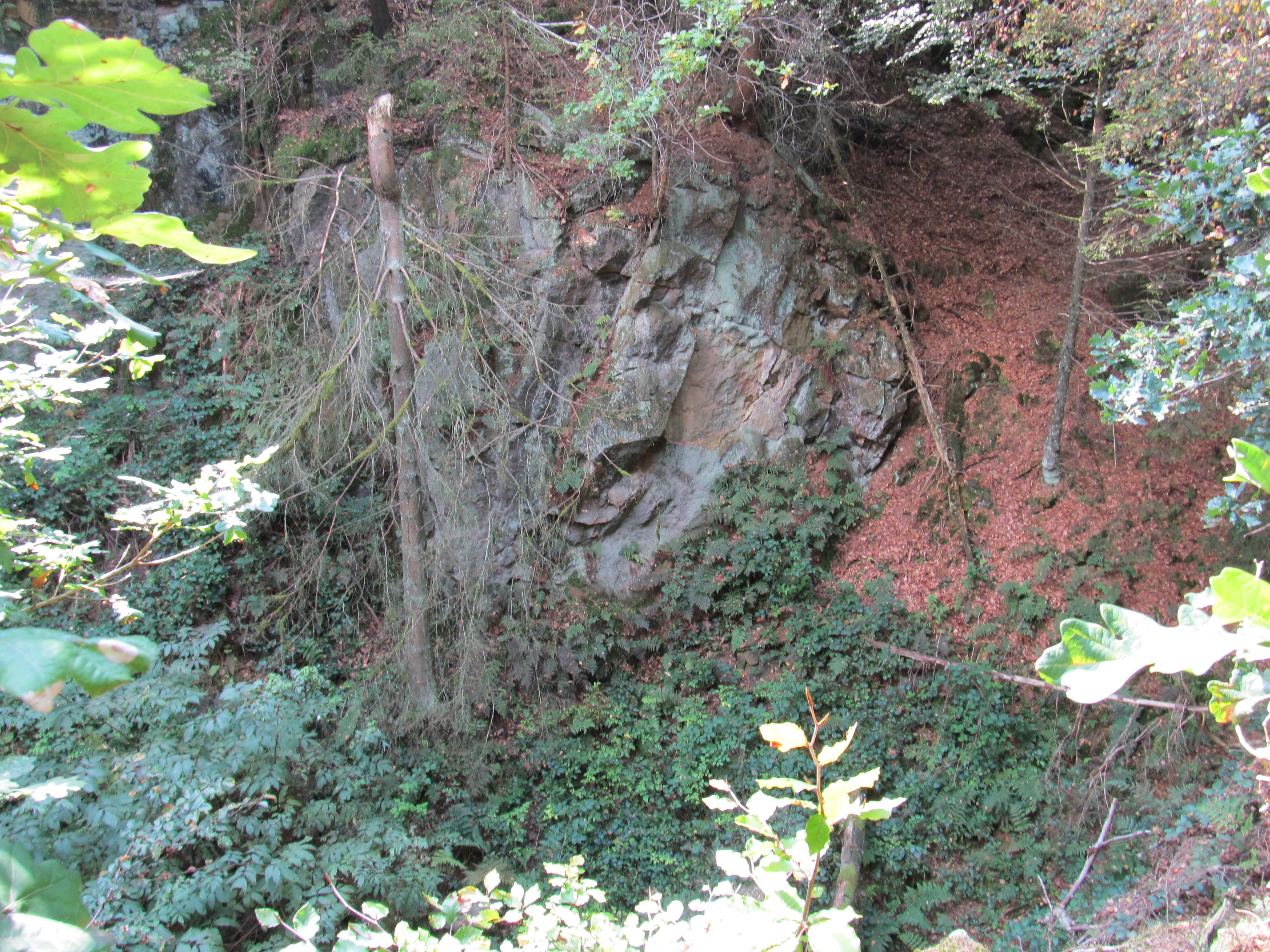
Ehemaliger Steinbruch am Hohnsberg
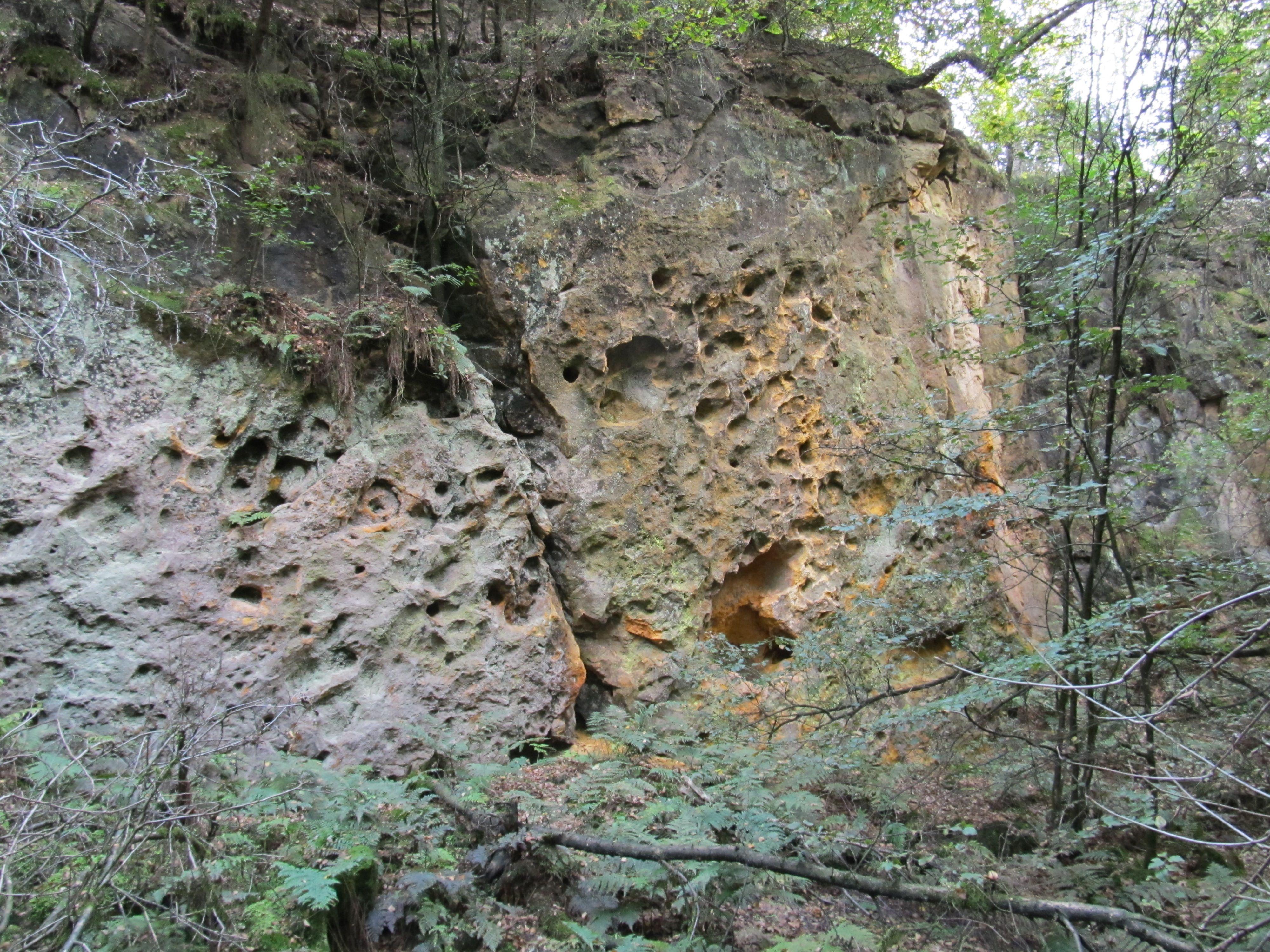
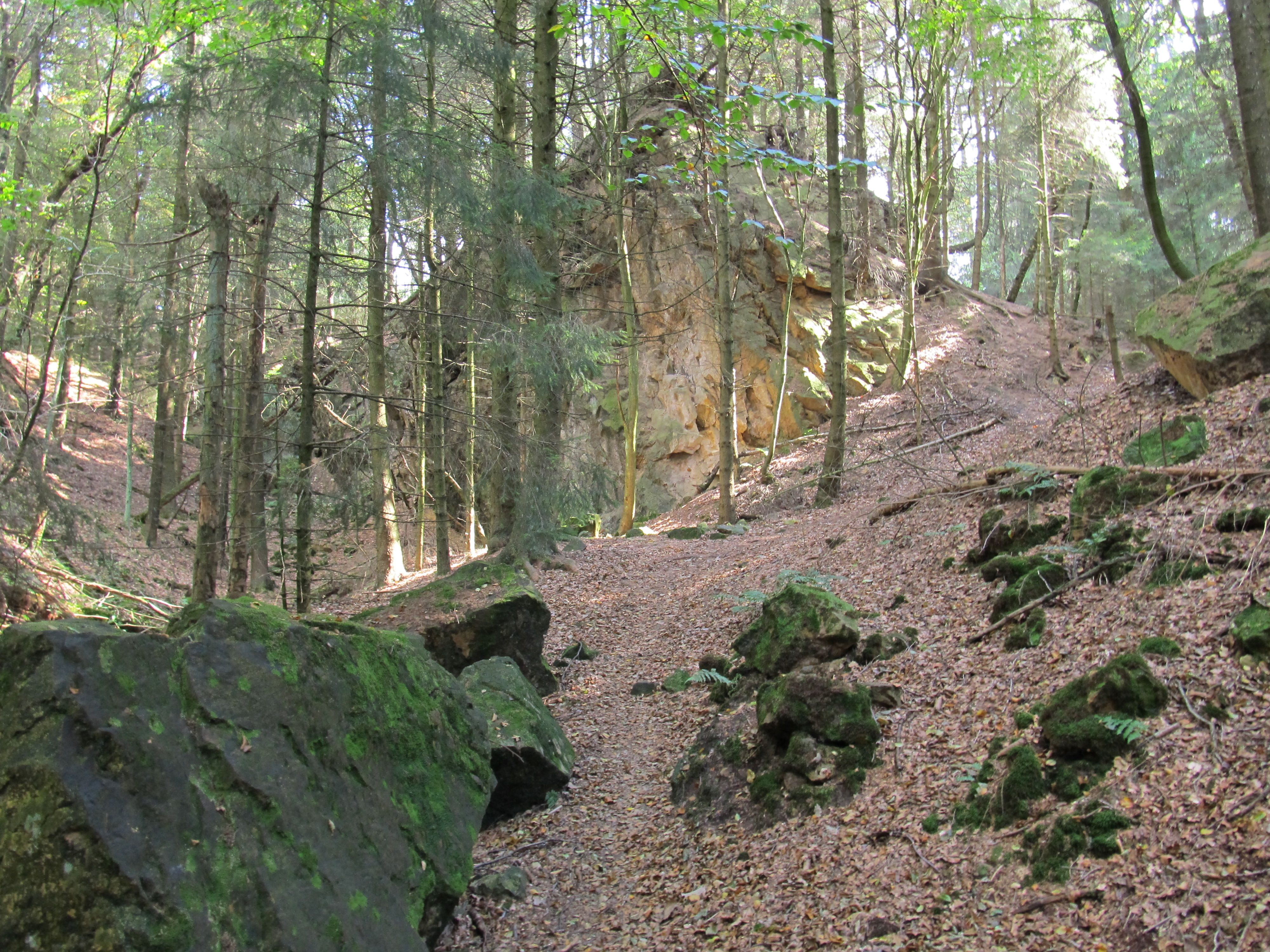